# Per Bergerud
Per Bergerud, norveški smučarski skakalec, * 28. junij 1956, Flesberg, Norveška.
Prvič je med najboljšimi skakalci nastopil na tekmi Novoletne turneje v Oberstdorfu leta 1974. Prvič je zmagal leta 1978 pravtako na Novoletni turneji in sicer na tekmi v  Innsbrucku. V naslednjem letu so prvič izvedli svetovni pokal, Bergerud pa je zamgal na tekmi v poletih v Vikersundu. V sledečih sezonah je zmagal še na štirih tekmah. V  sezoni 1981/82 je Novoletno turnejo zaključil na tretjem mestu. Sezono kasneje je bil v skupnem seštevku svetovnega pokala najboljši, peti. 
Bil je osemkratni norveški državni prvak. Svoje najboljše dosežke je dosegal na svetovnih prvenstvih - Leta 1982 je na prvenstvu v Oslu osvojil z norveško ekipo osvojil zlato medaljo. Nato je leta 1985 v Seefeldu postal svetovni prvak na veliki skakalnici, osvojil pa je še bron na mali. Po prvenstvu je zaključil kariero skakalca.

## Dosežki

### Zmage
Per Bergerud ima 5 zmag na najvišjih tekmovanjih:
| Sezona  | Država/Prizorišče |
| ------- | ----------------- |
| 1977/78 | Innsbruck         |
| 1979/80 | Vikersund         |
| 1980/81 | Engelberg         |
| 1981/82 | Innsbruck         |
| 1982/83 | Engelberg         |